# Csorvás
Csorvás [čorváš] (rumunsky Ciorvaș, ukrajinsky Чорваш, Čorvaš) je město v jihovýchodním Maďarsku v župě Békés, spadající pod okres Békéscsaba. Nachází se asi 16 km jihozápadně od Békéscsaby. V roce 2015 zde žilo 4 871 obyvatel. Podle statistik z roku 2011 zde byli 88,7 % Maďaři, 1,2 % Slováci, 0,6 % Romové, 0,4 % Němci a 0,3 % Rumuni.
Nejbližšími městy jsou Békéscsaba, Kondoros, Medgyesegyháza, Orosháza a Újkígyós. Blízko jsou též obce Gádoros, Gerendás, Kétsoprony, Nagyszénás a Telekgerendás.